# Novoselivka, Arbuzînka
Novoselivka (în ucraineană Новоселівка) este localitatea de reședință a comunei Novoselivka din raionul Arbuzînka, regiunea Mîkolaiiv, Ucraina.

## Demografie
Componența lingvistică a localității Novoselivka
     Ucraineană (92,58%)
     Română (4,08%)
     Rusă (2,23%)
     Alte limbi (1,11%)
Conform recensământului din 2001, majoritatea populației localității Novoselivka era vorbitoare de ucraineană (92,58%), existând în minoritate și vorbitori de română (4,08%) și rusă (2,23%).